# Паоло Россі (футболіст, 1982)
Паоло Россі (італ. Paolo Rossi, нар. 25 грудня 1982, Турин) — італійський футболіст.

## Біографія
Россі почав свою кар'єру в рідному клубі «Торіно», де він зіграв свій перший та єдиний матч в Серії А 3 березня 2002 року проти «Перуджі».
Потім він грав за «Гуальдо» з Серії С2, після чого виступав у Серії C1 за «Павію» та «Монцу».
У липні 2008 року Россі став гравцем «Читтаделла», що виступала в Серії В, але не зміг закріпитися в новій команді і через півроку повернувся назад до «Монци» на правах оренди. Після завершення терміну оренди, влітку 2009 року відразу був відданий в оренду в інший клуб Пріма Дівізіоне «Реджяна», де провів весь наступний сезон.
В серпні 2010 року став гравцем «Равенни» з Пріма Дівізіоне, але закріпитися в цій команді не зумів і вже за рік на правах вільного агента повернувся в «Реджяну», де провів наступні два сезони.
Восени 2013 року на правах вільного агента перейшов у «Віртус Кастельфранко» з Серії D (5 за рівнем дивізіон Італії)